# Mistrzostwa Świata w Łucznictwie 1931
I Mistrzostwa Świata w Łucznictwie – turniej łuczniczy, który odbył się w dniach 23 sierpnia – 6 września 1931 we Lwowie, w Polsce.
Indywidualnie mistrzem świata został Polak Michał Sawicki, wicemistrzem Polka Janina Kurkowska-Spychajowa, a brązowy medal zdobył Francuz René Allexandre. Drużynowo mistrzami zostali Francuzi, wicemistrzami męska reprezentacja Polski, brąz zdobyła żeńska reprezentacja Polski.

## Reprezentacje
Najliczniejsza była reprezentacja gospodarzy – Polaków. Do Lwowa przybyli także Francuzi, zawodnicy z Czechosłowacji oraz Szwed. Wśród 21 zawodników było osiem kobiet – 7 Polek i 1 reprezentantka Czechosłowacji.

## System rozgrywek
Odbyły się dwie konkurencje: indywidualna oraz drużynowa. W zawodach zawodnicy obu płci rywalizowali razem. W obu konkurencjach zawodnicy oddawali strzały z trzech dystansów: 30, 40 i 50 m. O miejscu w klasyfikacji decydował łączny wynik.

## Wydarzenia
Polska została wybrana na gospodarza I Mistrzostw Świata w Łucznictwie w uznaniu wkładu Polaków w utworzenie Międzynarodowej Federacji Łuczniczej, której założenie ogłoszono podczas trwania mistrzostw, 4 września 1931.
Zawody odbyły się na stadionie na Kleparowie. Równocześnie w tym samym miejscu i czasie rozgrywane były Mistrzostwa Świata w Strzelectwie 1931. Turniej łuczniczy okazał się sukcesem, gromadząc liczną publiczność.

## Wyniki

### Konkurs indywidualny
| Pozycja | Zawodnik                    | Państwo        | 30m | 40m | 50m | Razem |
| ------- | --------------------------- | -------------- | --- | --- | --- | ----- |
| złoto   | Michał Sawicki              | Polska         | 82  | 176 | 220 | 478   |
| srebro  | Janina Kurkowska-Spychajowa | Polska         | 67  | 160 | 240 | 467   |
| brąz    | René Allexandre             | Francja        | 51  | 162 | 242 | 455   |
| 4       | Emil Heilbron               | Szwecja        | 90  | 148 | 196 | 434   |
| 5       | Gaston Quentin              | Francja        | 66  | 148 | 206 | 420   |
| 6       | Gaston Ducatel              | Francja        | 54  | 138 | 210 | 402   |
| 7       | Irena Stefańska             | Polska         | 72  | 137 | 182 | 391   |
| 8       | Jan Choina                  | Polska         | 54  | 149 | 182 | 385   |
| 9       | Zygmunt Piwowarski          | Polska         | 52  | 145 | 188 | 385   |
| 10      | Zbigniew Kosiński           | Polska         | 66  | 126 | 190 | 382   |
| 11      | Mirosław Teraszkiewicz      | Polska         | 49  | 134 | 198 | 381   |
| 12      | Paul Demare                 | Francja        | 57  | 119 | 177 | 353   |
| 13      | Stanisława Sikorówna        | Polska         | 55  | 136 | 135 | 326   |
| 14      | Irena Komańska              | Polska         | 49  | 112 | 162 | 323   |
| 15      | Maria Krolówna              | Polska         | 64  | 103 | 138 | 305   |
| 16      | Kazimierz Sokołowski        | Polska         | 42  | 106 | 140 | 288   |
| 17      | Maria Kościeszanka          | Polska         | 35  | 96  | 118 | 249   |
| 18      | Jan Hörn                    | Czechosłowacja | 50  | 115 | 67  | 232   |
| 19      | Maria Trajdosówna           | Polska         | 24  | 48  | 97  | 169   |
| 20      | Jaroslay Fiala              | Czechosłowacja | 22  | 80  | 48  | 150   |
| 21      | Berta Laskova               | Czechosłowacja | 31  | 22  | 57  | 110   |

### Konkurs drużynowy
| Pozycja | Drużyny                                                           | 30m          | 40m             | 50m             | Razem            |
| ------- | ----------------------------------------------------------------- | ------------ | --------------- | --------------- | ---------------- |
| złoto   | Francja René Allexandre Gaston Quentin Gaston Ducatel             | 171 51 66 54 | 448 162 148 138 | 658 242 206 210 | 1277 455 420 402 |
| srebro  | Polska Michał Sawicki Jan Choina Zbigniew Kosiński                | 202 82 54 66 | 451 176 149 126 | 592 220 182 190 | 1245 478 385 382 |
| brąz    | Polska Janina Kurkowska-Spychajowa Irena Stefańska Maria Krolówna | 203 67 72 64 | 400 160 137 103 | 560 240 182 138 | 1163 467 391 305 |